# Neoleptoneta bullis
Neoleptoneta bullis là một loài nhện trong họ Leptonetidae.
Loài này thuộc chi Neoleptoneta. Neoleptoneta bullis được miêu tả năm 2004 bởi Cokendolpher.